# Епархия Альто-Валье-дель-Рио-Негро
Епархия Альто-Валье-дель-Рио-Негро (лат. Dioecesis Rivi Nigri Vallensis Superioris) — епархия Римско-Католической церкви с центром в городе Хенераль-Рока, Аргентина. Епархия Альто-Валье-дель-Рио-Негро входит в митрополию Баия-Бланки. Кафедральным собором епархии Альто-Валье-дель-Рио-Негро является церковь Пресвятой Девы Марии Кармельской.

## История
22 июля 1993 года Папа Римский Иоанн Павел II выпустил буллу «Quo facilius», которой учредил епархию Альто-Валье-дель-Рио-Негро, выделив её из епархии Вьедмы.

## Ординарии епархии
- епископ Хосе Педро Поцци (исп. José Pedro Pozzi), S.D.B.[1] (22.07.1993 — 19.03.2003);
- епископ Нестор Уго Наварро (исп. Néstor Hugo Navarro) (19.03.2003 — 10.02.2010);
- епископ Марсело Алехандро Куэнка (исп. Marcelo Alejandro Cuenca) (с 10 февраля 2010 года).